# Сомов, Николай Николаевич (учёный)
Николай Николаевич Сомов (1861—1923, Харьков) — российско-украинский орнитолог.
Родился в семье помещика Харьковской губернии. В 1880 году закончил в Харькове гимназию и поступил в Харьковский университет, который окончил в 1885 г. Был принят на работу в зоологический кабинет при университете (в дальнейшем преобразованный в зоологический музей), однако в большей степени проводил наблюдения за природой в собственном имении. С 1880 г. регулярно проводил экспедиции в различные части Харьковской губернии, работая над полномасштабным обзором обитающих в регионе птиц; итогом многолетней работы стала монументальная монография «Орнитологическая фауна Харьковской губернии» (1897). По подготовительным материалам к ней Сомову в 1885 г. была присвоена степень кандидата наук. Сомов вёл научную переписку с М. А. Мензбиром, его корреспонденции были использованы последним в труде «Птицы России».
1-4 декабря 2011 г. в Харькове состоялась конференция «Экология птиц: виды, сообщества, взаимосвязи», посвящённая 150-летию Н. Н. Сомова. По её итогам был выпущен одноименный двухтомник.